# ゲルミン
ゲルミン(Guelmim、アラビア語: كلميم)はモロッコ南部の都市であり、しばしば「砂漠への玄関口」(la porte du désert)と呼ばれる。モロッコ南部と西サハラ北部を含むゲルミン＝オウィド・ノウン地方の首府である。人口は、2006年の国勢調査時点で11万7000人であり、この地方で最大の都市となっている。N1とN12の2本の高速道路がゲルミンで交差し、スース＝マサ＝ドラア地方の近隣地域との間を結んでいる。

## 概要
ゲルミンは、重要な貿易路の町であり、サハラ民族の首都であるアリールのすぐ北に位置する。
この町にはラクダの市場がある。ヒッピーが1960年代にここである種のカラフルなビーズを「発見」した。これらは実際にはヨーロッパの主にヴェネツィアで作られたものであったが、”Goulamine beads”と呼ばれるようになった。

## 住民
住民の多くはサハラ人であり、アラビア語ハッサニア方言を話す。

## 交通

### 空港
- ゲルミン空港（英語版）

### 道路
- 国道1号線 (モロッコ)
- 国道12号線 (モロッコ)（英語版）